# Västerharun, Korpo
Västerharun är en klippa i Finland.   Den ligger i kommunen Pargas i landskapet Egentliga Finland, i den sydvästra delen av landet, 180 km väster om huvudstaden Helsingfors.
Terrängen runt Västerharun är mycket platt.